# Mario Peña
Mario Fernando Peña Angulo (* 19. Mai 1952 in Iquitos; † 25. August 2008 in Lima) war ein peruanischer Politiker (Frente de Centro).

## Karriere
Von 2006 bis 2008 gehörte er dem Kongress der Republik Peru an und repräsentierte dort Loreto. Er wurde durch Jorge Foinquinos ersetzt.